# Osmakasaurus
Osmakasaurus là một chi khủng long, được McDonald mô tả khoa học năm 2011.